# Jan Winkler
Jan Winkler (7. května 1957 Pardubice – 16. února 2009 Londýn) byl český právník, politik a diplomat.

## Životopis
V roce 1981 vystudoval Právnickou fakultu Univerzity Karlovy v Praze a poté do roku 1990 pracoval jako podnikový právník Československých státních drah. V letech 1990 až 1995 působil jako vysokoškolský pedagog a kvestor Univerzity Karlovy v Praze. Od roku 1995 byl zaměstnancem Ministerstva zahraničních věcí, nejprve jako odboru analýz a plánování a později jako náměstek ministra.
Od roku 1999 pracoval v komerčním sektoru, než se v roce 2003 vrátil na Ministerstvo zahraničních věcí. Dva roky byl náměstkem ministra pro bezpečnostní politiku a 6. září 2005 se stal mimořádným a zplnomocněným velvyslancem ČR ve Velké Británii. 
V letech 2002-2008 byl členem Poradního sboru ředitele Moravské Galerie v Brně, roku 2003 zastával funkci předsedy.
V únoru 2009 zemřel, patrně na infarkt myokardu.

## Ocenění
V roce 1997 obdržel nejvyšší skautské vyznamenání Řád čestné lilie v trojlístku.